# Mistrovství České republiky v atletice 2021
52. mistrovství České republiky v atletice 2021 se konalo ve dnech 26.–27. června 2021 na Městském stadionu AK Zlín ve Zlíně.

## Medailisté

### Muži
| Soutěž                           | Zlato                                    | Stříbro                                          | Bronz                                      |
| 100 m                            | Dominik Záleský 10.31                    | Zdeněk Stromšík 10.39                            | Štěpán Hampl 10.43                         |
| 200 m                            | Jan Jirka 20.45                          | Tomáš Němejc 20.53                               | Jiří Kubeš 20.94                           |
| 400 m                            | Matěj Krsek 46.40                        | Patrik Šorm 46.47                                | Pavel Maslák 46.60                         |
| 800 m                            | Filip Šnejdr 1:46.33                     | Lukáš Hodboď 1:46.73                             | Jakub Davidík 1:47.27                      |
| 1500 m                           | Viktor Šinágl 3:42.71                    | Jan Friš 3:42.82                                 | Adam Dvořáček 3:43.57                      |
| 5000 m                           | Viktor Šinágl 14:17.67                   | Vladimír Marčík 14:23.96                         | Martin Zajíc 14:30.34                      |
| 10000 m Skalica 24. 4. 2021      | Jiří Homoláč 29:57.15                    | Viktor Šinágl 30:14.12                           | Tomáš Jaša 30:45.18                        |
| Maratonský běh Praha 30. 5. 2021 | Vít Pavlišta 2:18:28                     | Jiří Homoláč 2:19:08                             | Jan Kohut 2:21:13                          |
| 110 m př.                        | Petr Svoboda 13.78                       | David Ryba 14.10                                 | Vilém Stráský 14.49                        |
| 400 m př.                        | Vít Müller 49.26                         | Martin Tuček 50.20                               | Matěj Mach 51.55                           |
| 3000 m př.                       | Damián Vích 08:53.19                     | David Foller 08:56.61                            | Martin Kováčech 08:59.19                   |
| 4 × 100 m                        | Wijas A., Havlas A., Jíra S., Hampl Š.   | Ntemo A., Soukal L., Budig M., Kubelík E.        | Urbánek P., Páník M., Maruštík D., Rež J.  |
| 4 × 400 m                        | Mach M., Sadirov V., Ornst M., Šnejdr F. | Majerčák J., Kabyš D., Haidelmeier M., Ličman F. | Juránek M., Vystrk T., Plaček T., Tuček M. |
| Skok do výšky                    | Marek Bahník 2.20                        | Jakub Bělík 2.12                                 | Josef Adámek 2.12                          |
| Skok o tyči                      | Jan Kudlička 5.55                        | Dan Bárta 5.45                                   | Matěj Ščerba 5.35                          |
| Skok daleký                      | Radek Juška 7.88                         | Jakub Rusek 7.53                                 | Dan Kováč 7.32                             |
| Trojskok                         | Jiří Vondráček 16.08                     | Ondřej Vodák 15.81                               | Filip Dittrich 15.24                       |
| Vrh koulí                        | Tomáš Staněk 20.68                       | Martin Novák 18.16                               | David Tupý 17.83                           |
| Hod diskem                       | Marek Bárta 60.02                        | Michal Forejt 56.48                              | Jakub Forejt 53.89                         |
| Hod kladivem                     | Patrik Hájek 69.31                       | Michal Fiala 65.49                               | Miroslav Pavlíček 65.13                    |
| Hod oštěpem                      | Jakub Vadlejch 82.04                     | Vítězslav Veselý 81.38                           | Martin Florian 71.38                       |
| Desetiboj Třebíč 6.–6. 6. 2021   | Ondřej Kopecký 7502 bodů                 | Jonáš Pospíšil 6954 bodů                         | Vilém Stráský 6796 bodů                    |
| 20 km chůze Olomouc 10. 4. 2021  | Vít Hlaváč 1:29:12                       | Lukáš Gdula 1:35:14                              | Adam Zajíček 1:35:57                       |
| 50 km chůze Dudince 20. 3. 2021  | Vít Hlaváč 3:52:54                       | Lukáš Gdula 3:56:06                              | Martin Nedvídek 4:35:59                    |

### Ženy
| Soutěž                           | Zlato                                                   | Stříbro                                                    | Bronz                                                  |
| 100 m                            | Johana Kaiserová 11.73                                  | Natalie Kožuškaničová 11.74                                | Lucie Mičunková 11.84                                  |
| 200 m                            | Jana Slaninová 23.64                                    | Barbora Šplechtnová 23.66                                  | Martina Hofmanová 23.80                                |
| 400 m                            | Barbora Malíková 51.23                                  | Tereza Petržilková 53.35                                   | Martina Hofmanová 54.14                                |
| 800 m                            | Kimberley Ficenec 2:04.52                               | Adéla Sádlová 2:05.57                                      | Anna Šimková 2:06.09                                   |
| 1500 m                           | Diana Mezuliáníková 4:09.66                             | Kristiina Mäki 4:10.59                                     | Simona Vrzalová 4:11.47                                |
| 5000 m                           | Moira Stewartová 16:27.62                               | Tereza Hrochová 16:28.10                                   | Aneta Chlebíková 16:40.90                              |
| 10000 m Skalica 24. 4. 2021      | Moira Stewartová 33:35.02                               | Tereza Hrochová 33:53:78                                   | Julia-Anna Lily Bell 34:28.73                          |
| Maratonský běh Praha 30. 5. 2021 | Eva Vrabcová Nývltová 2:27:07                           | Moira Stewartová 2:29:28                                   | Magdalena Horká 2:42:30                                |
| 100 m př.                        | Markéta Štolová 13.06                                   | Helena Jiranová 13.12                                      | Lucie Čuda Koudelová 13.15                             |
| 400 m př.                        | Nikoleta Jíchová 57.17                                  | Barbora Veselá 57.69                                       | Tereza Jonášová 59.14                                  |
| 3000 m př.                       | Tereza Novotná 10:18.68                                 | Veronika Siebeltová 10:37.83                               | Bára Stýblová 10:43.64                                 |
| 4 × 100 m                        | Dufková L., Turnerová N., Hofmanová M., Dvořáková B.    | Štolová M., Kaiserová J., Kolingerová A., Kožuškaničová N. | Gieselová M., Zatloukalová B., Sásová K., Mičunková L. |
| 4 × 400 m                        | Matoušková K., Suráková A., Jonášová T., Petržilková T. | Holubářová V., Petrásková V., Korelová K., Hofmanová M.    | Veverková M., Šimková A., Navrátilová B., Cymbálová Z. |
| Skok do výšky                    | Klára Krejčiříková 1.80                                 | Michaela Hrubá 1.77                                        | Nikola Gavendová 1.74                                  |
| Skok o tyči                      | Romana Maláčová 4.45                                    | Amálie Švábíková 4.45                                      | Zuzana Pražáková 4.35                                  |
| Skok daleký                      | Linda Suchá 6.28                                        | Michaela Kučerová 6.26                                     | Kateřina Dvořáková 6.16                                |
| Trojskok                         | Emma Maštalířová 13.32                                  | Petra Harasimová 13.27                                     | Linda Suchá 13.11                                      |
| Vrh koulí                        | Markéta Červenková 17.48                                | Katrin Brzyszkowská 15.74                                  | Lenka Valešová 14.81                                   |
| Hod diskem                       | Eliška Staňková 55.68                                   | Barbora Tichá 51.70                                        | Lenka Matoušková 48.30                                 |
| Hod kladivem                     | Kateřina Šafránková 69.56                               | Tereza Králová 65.57                                       | Lenka Valešová 63.87                                   |
| Hod oštěpem                      | Barbora Špotáková 61.38                                 | Martina Píšová 56.99                                       | Irena Gillarová 55.70                                  |
| Sedmiboj Třebíč 6.–6. 6. 2021    | Dorota Skřivanová 5773 bodů                             | Barbora Zatloukalová 5723 bodů                             | Jana Novotná 5377 bodů                                 |
| 20 km chůze Olomouc 10. 4. 2021  | Tereza Ďurdiaková 1:38:00                               | Eliška Martínková 1:39:13                                  | Jana Zikmundová 1:48:26                                |